# 巴·赛囊
巴·赛囊（藏語：སྦ་གསལ་སྣང་，威利转写：sba gsal snang），法名益希旺波（藏語：ཡི་ཤེས་དབངབོ།），藏传佛教前弘期著名僧人，赤松德赞时期三名臣之一。
巴·赛囊曾由赤松德赞派遣至长安取经。回吐蕃后因为反佛势力的排挤而赴芒域任地方官。后又前往印度大菩提寺与那烂陀寺朝礼，并请得高僧寂护至吐蕃弘法。他成为寂护在吐蕃最初從寂護和蓮花生出家、剃度受戒的预试七人之一。著名藏文史籍《巴协》相传为其所著。